# Herrschaft Gedern
Die Herrschaft Gedern war ein aus dem Mittelalter überkommener Herrschaftsbereich, der am Anfang des 19. Jahrhunderts im Großherzogtum Hessen aufging.

## Geschichte

### Mittelalter
Die von den Herren von Büdingen abstammenden Herren von Ortenberg bauten in Gedern eine Burg.
1247 erbten Eberhard I. Reiz von Breuberg und Albrecht I. von Trimberg Gedern nach dem Tod des Wetterauer Landvogts Gerlach II. von Büdingen. Sie waren seine Schwiegersöhne. Auf Eberhard I. von Breuberg folgten sein Sohn Gerlach und dessen Sohn Eberhard III., beide Landvögte in der Wetterau.
Eberhard III. starb 1323 ohne Sohn, und die Herrschaft Gedern kam in der Folge an Konrad V. von Trimberg und Gottfried V. von Eppstein. Als die Trimberger 1376/84 im Mannesstamm ausstarben, fiel Gedern ganz an Eppstein. Anlässlich der Eppsteiner Erbteilung von 1433 kam Gedern an die Linie Eppstein-Königstein.
Eberhard IV. von Eppstein-Königstein blieb ohne männliche Nachkommen und Erben. Eberhards Schwester Anna heiratete den Grafen Botho III. von Stolberg (1467–1538). Ihr Sohn Ludwig zu Stolberg wuchs ab 1514 bei Eberhard und seiner Frau Katharina von Weinsberg auf und wurde Eberhards Erbe.

### Stolberg
Mit dem Tod von Eberhard 1535 fiel die Herrschaft Gedern und die Eberhard gehörige Grafschaft Königstein an die Stolberger Grafen. Ludwig übernahm die neuen Besitztümer und bildete daraus die kurzlebige Grafschaft zu Stolberg-Königstein. Nach dem Erlöschen im Mannesstamm fiel Gedern an Stolberg-Wernigerode.
Stolberg-Gedern gehört zu den Gebieten, in denen das Solmser Landrecht gewohnheitsrechtlich aber nur teilweise rezipiert wurde. Das galt insbesondere für die Bereiche Vormundschaftsrecht, Erbleihe und eheliches Güterrecht. Im Übrigen galt das Gemeine Recht. Erst das Bürgerliche Gesetzbuch, das einheitlich im ganzen Deutschen Reich galt, setzte zum 1. Januar 1900 das alte Partikularrecht außer Kraft.
1677 entstand durch Erbteilung des Hauses Stolberg-Wernigerode das Haus Stolberg-Gedern. Als die Fürsten zu Stolberg-Gedern 1804 im Mannesstamm ausstarben, erbte die Hauptlinie Stolberg-Wernigerode die Herrschaft Gedern. Sie wurde in dem Herrschaftsverband der Familie auch als Amt Gedern bezeichnet. Das Amt war für Verwaltung und Rechtsprechung in dem Gebiet zuständig.

### Hessen
Mit dem Beitritt zum Rheinbund erlangte das Großherzogtum Hessen hier die staatliche Souveränität, erhebliche Teile der Hoheitsrechte übten die Grafen von Stolberg-Wernigerode als Patrimonialgerichtsherren aber auch weiterhin aus.
Im Zuge der Verwaltungsreform von 1821 wurden im Großherzogtum auf der Ebene der Ämter Rechtsprechung und Verwaltung getrennt und die Aufgaben der überkommenen Ämter in Landratsbezirken (zuständig für die Verwaltung) und Landgerichtsbezirken (zuständig für die Rechtsprechung) neu organisiert. Das Amt Gedern wurde dabei hinsichtlich der Verwaltung dem Landratsbezirk Nidda, „vorbehaltlich der standesherrlichen Polizeirechtsame“, und hinsichtlich der Rechtsprechung dem Landgericht Ortenberg zugeteilt, wobei die Rechte der Grafen von Stolberg-Wernigerode auch in gerichtlichen Angelegenheiten gewahrt blieben.

## Umfang
Zur Herrschaft Gedern gehörten:
- Gedern
- Glauberg
- Louisenlust (Hof)
- Neuhof (Hof)
- Ranstadt
- Schönhausen (Hof)
- Usenborn
- Volkartshain

Das Gebiet der Herrschaft Gedern erstreckte sich über Bereiche, die heute in den Gemarkungen der Gemeinden Gedern, Glauburg, Ortenberg, Ranstadt und Grebenhain liegen.